# Plato-commentaren
Plato-commentaren refereert aan een steeds groeiend corpus van literatuur, waarbij getracht wordt de teksten van Plato te verduidelijken. 
Veel van die commentaren dateren uit de klassieke oudheid, toen in de eeuwen volgend op Plato een aantal platonistische filosofen zijn gedachten trachtten samen te vatten en te begrijpen. In de Romeinse periode schreven neoplatonisten commentaren op de individuele dialogen. Heel wat van die literatuur is bewaard gebleven.

## Griekse commentaren
Veel filosofen van Plato's Academie deden onderzoek naar Plato's teksten, om de ideeën van hun leermeester te verduidelijken en ook om deze te verdedigen tegen 'concurrerende' opvattingen. Daterend uit de 3e eeuw v.Chr. is er al een commentaar op de Timaeus, geschreven door Crantor van Soli; en in de 1e eeuw van onze tijdrekening  werd er door Onasander een commentaar geschreven bij Plato's Staat. Tegen de 2e eeuw waren de 'midden-platonisten' bezig met samenvattingen en parafraseringen van Plato's gedachtegoed. Zo hebben we een tekst van Albinus, die een introductie schreef op het werk van Plato, terwijl Alcinous en Apuleius beiden gidsen schreven bij het platonisme. Van de arts Galenus bezitten we fragmenten van een commentaar op de Timaeus Dan was er nog Atticus (ca. 175) die het eclecticisme van de toenmalige Academie bestreed (dat wil zeggen de vermenging van Plato's filosofie met denkbeelden van andere filosofen) en Aristoteles' filosofie als een afwijking beschouwde van de leer van Plato.
De neoplatonisten trachtten de denkbeelden van Plato en Aristoteles als een eenheid te zien. Porphyrius (3e eeuw) deed dat in een werk waarin hij probeerde aan te tonen dat er overeenkomst tussen beide filosofieën was en hij schreef een reeks commentaren op Plato, Aristoteles en Theophrastus. Aanvullende commentaren werden geschreven door Dexippus, Plutarchus van Athene en Syrianus. Een gedeeltelijke Latijnse vertaling van een commentaar op Plato's Timaeus door Calcidius was gedurende 800 jaar het enige significante werk over Plato dat ruime bekendheid genoot onder westerse geleerden. De beste commentaren dateren uit deze periode. Zo zijn veel werken van Proclus commentaren op aparte dialogen. Latere neoplatonistische commentatoren, van wie het werk slechts gedeeltelijk bewaard is gebleven, zijn onder meer Damascius en Olympiodorus. Het schrijven van commentaren was bij uitstek de manier van filosofie bedrijven geworden.

## Byzantijnse commentaren
In de Byzantijnse periode werd Aristoteles meer gelezen dan Plato, mede vanwege de aandacht voor Aristoteles' verhandelingen over logica. Een sleutelfiguur hierin was Arethas, de 10e-eeuwse aartsbisschop van Caesarea, die zich ontfermde over de bewaring van Plato's manuscripten en werk van andere antieke auteurs. Hij schreef scholiën (kleine verklaringen) bij de teksten van Plato. Tegen de 11e eeuw verschenen enthousiaste Plato-bewonderaars zoals Michael Psellos en Johannes Italus (1025-). De enige commentaar die we uit de periode van het late keizerrijk kennen, is een commentaar op de Parmenides door Georgus Pachymeres..

## Islamitische commentaren
In vergelijking met Aristoteles was Plato's filosofie niet zo prominent aanwezig in de islamitische filosofie.
Hij werd meer beschouwd als een symbool en inspiratiebron dan als een bron voor praktische filosofie.
Er ontwikkelde zich wel een vorm van islamitisch platonisme, maar dan als onderdeel van de studie van Aristoteles. De islamitische wereld kende veel minder werken van Plato dan van Aristoteles. Het lijkt erop dat alleen de Wetten, de Timaeus en de Staat beschikbaar waren in de vertalingen van Averroes. Deze schreef heel wat commentaren op Aristoteles en zou zijn commentaar op Plato's Staat enkel geschreven hebben omdat hij van Aristoteles' werk over politiek geen kopie bezat.

## Moderne commentaren
De hoeveelheid moderne (sinds ±1800) Plato-commentaren is onafzienbaar. Aparte dialogen zijn talloze malen uitgegeven (vaak met gebruikmaking van nieuwe manuscripten), becommentarieerd, vertaald; talloze detailstudies over aspecten van zijn werk (kennisleer, ethiek, natuurfilosofie, politiek, taal, schrijfstijl, etc.) zijn gepubliceerd; er is geschreven over hetgeen hem beïnvloed heeft, en wie hij beïnvloed heeft; veel werk is gaan zitten in het achterhalen van de volgorde waarin zijn dialogen zijn geschreven, in de aanname dat dit licht kan werpen op zijn intellectuele ontwikkeling, en ons dus beter in staat stelt zijn filosofie te interpreteren. Kenmerkend voor al deze studies is de gerichtheid op het achterhalen van de 'historische Plato', dus het bereiken van een zo nauwkeurig mogelijke reconstructie van zijn werk, en van de omgeving waarin dit tot stand is gekomen.
Moderne studies en commentaren (selectie)
- R.E. Allen, Plato's Euthyphro and the Earlier Theory of Forms (1970)
- Julia Annas, An Introduction to Plato's Republic (1981, herdrukt met correcties in 1988)
- David Bostock, Plato's Phaedo (1986)
- F.M. Cornford (vertaling), Timaeus, Plato's Cosmology (1937, heruitgegeven in 2000)
- G.R.F. Ferrari, Listening to the Cicadas: A Study of Plato's Phaedrus (1987)
- B.A.F. Hubbard en E.S. Karnofsky, Plato's Protagoras: A Socratic Commentary (1982, heruitgegeven in 1984)
- Constance C. Meinwald, Plato's Parmenides (1991)
- Glenn R. Morrow, Plato's Cretan City: A Historical Interpretation of the Laws (1960)
- Nicholas P. White, A Companion to Plato's Republic (1979)
- Bernard Williams (ed.), “Introduction,” Theaetetus, vertaald door  M.J. Levett (1990).
- A.D. Woozley, Law and Obedience: The Law of Plato's Crito (1979)

## Verder lezen
- Dimiter Angelov, (2007), Imperial Ideology and Political Thought in Byzantium, 1204-1330. Cambridge University Press
- Hugh H. Benson, (2006), A Companion to Plato. Blackwell
- Antony Black, (2001), The History of Islamic Political Thought. Routledge
- Eleanor Dickey, Ancient Greek Scholarship. Oxford University Press
- Albrecht Dihle, Manfred Malzahn, (1994), Greek and Latin Literature of the Roman Empire: From Augustus to Justinian. Routledge
- Roy K. Gibson, Christina Shuttleworth Kraus, (editors), (2002), The Classical Commentary: Histories, Practices, Theory. Brill
- Edward Grant, (2004), Science and Religion, 400 B.C. to A.D. 1550, pages 93–4. Greenwood Publishing Group
- George Alexander Kennedy, (1999), Classical Rhetoric & Its Christian & Secular Tradition from Ancient to Modern Times. UNC Press
- Richard Sorabji, (2005), The Philosophy of the Commentators 200-600 AD. A Sourcebook. Cornell University Press
- Eduard Zeller, (1895), Outlines of the History of Greek Philosophy.

## Voetnoten
1. ↑  Zeller (1895), p.172
2. ↑  Dihle & Malzahn 1994, p.153
3. 1 2  Zeller (1895), page 309
4. ↑  Dickey 2007, p.49
5. 1 2  Kennedy (1999), p. 190
6. 1 2  Dickey 2007, p. 46
7. ↑  Angelov (2007), p. 344-5
8. ↑  Platonism in Islamic Philosophy, (Routledge Encyclopedia of Philosophy, 1998)
9. ↑  Benson (2006), p. 445
10. ↑  Black, p. 119
11. ↑  Encyclopædia Britannica 2008 Ultimate Reference Suite